# Some Great Tour
La gira Some Great Tour de la banda inglesa Depeche Mode comenzó el 27 de septiembre de 1984 en Saint Austell (Reino Unido), y terminó el 30 de julio de 1985 en Varsovia (Polonia). La gira presentó el cuarto álbum de la banda, Some Great Reward, publicado en 1984.
En esta gira Depeche Mode visitó por primera vez Suiza, Hungría, Grecia y Polonia.
Uno de los conciertos realizados en diciembre de 1984 en la ciudad de Hamburgo, Alemania, fue capturado y editado en videocasete con el nombre The World We Live In and Live in Hamburg, convirtiéndose en el primer material en directo de Depeche Mode.

## Créditos
El grupo se presentó durante toda la gira tal como estaba constituido en ese momento, como un cuarteto.
David Gahan - vocalista.
Martin Gore - segundo vocalista, sintetizador, segunda voz y percusión.
Andrew Fletcher - sintetizador y percusión.
Alan Wilder - sintetizador, percusión y apoyo vocal.

## Temas interpretados
Los temas actuados durante los conciertos en esta gira llegaron por primera vez a la veintena con solo temas propios de DM, desde luego con inclinación al álbum Some Great Reward.

### Listado general de canciones
1. Intro instrumental de Master and Servant
2. Something to Do
3. Two Minute Warning
4. Puppets
5. If You Want
6. People Are People
7. Leave in Silence (en su versión larga)
8. New Life
9. Shame
10. Tema interpretado por Martin Gore
  - Somebody
  - It Doesn't Matter (solo tocada en Tokio el 12 de abril de 1985)
11. - Ice Machine
  - Shake the Disease
12. Lie to Me
13. Blasphemous Rumours
14. Told You So
15. Master and Servant
16. Photographic
17. Everything Counts
18. See You
19. Shout!
20. Just Can't Get Enough

- Este listado refleja el orden consistente de los temas en cada concierto así como las interpretaciones opcionales.

Nota #1: "Ice Machine" fue interpretada desde el inicio de la gira hasta el concierto de Tokio del 12 de abril de 1985. Fue sustituida por "Shake the Disease" hasta el final de la gira.
Nota #2: El 11 de diciembre de 1984 en Böblingen se omitieron "Shout" y "Just Can't Get Enough". El motivo fue el lanzamiento de una bomba de gas lacrimógeno durante la interpretación de "See You".
Nota #3: Hubo un repertorio especial para los festivales celbrados en Torhout, Werchter, Guéhenno y Atenas. El listado fue "Something to Do", "If You Want", "People Are People", "Leave in Silence", "Shake the Disease", "Blasphemous Rumours", "Told You So", "Master and Servant", "Everything Counts", "Photographic" y "Just Can't Get Enough".

### Estadísticas
- Temas del Some Great Reward (8)
- Temas del Construction Time Again (4)
- Temas del A Broken Frame (2)
- Temas del Speak & Spell (4)
- Temas no pertenecientes a algún álbum de estudio: (3)
- Canciones tocadas en la gira anterior Construction Tour: 9
- Total de canciones Interpretadas: 21
- Canción debut no perteneciente al álbum soporte de la gira: "Shake the Disease"
- Todos los sencillos interpretados de un álbum, no perteneciente al de soporte de la gira: Ninguno.

## Destinos de la gira

### Primera Manga: Europa
| Fecha                    | País                | Ciudad                | Lugar                 |
| 27 de septiembre de 1984 | Reino Unido         | Saint Austell         | Coliseum              |
| 28 de septiembre de 1984 | Reino Unido         | Hanley                | Victoria Hall         |
| 29 de septiembre de 1984 | Reino Unido         | Liverpool             | Empire Theatre        |
| 1 de octubre de 1984     | Reino Unido         | Oxford                | Apollo                |
| 2 de octubre de 1984     | Reino Unido         | Nottingham            | Royal Concert Hall    |
| 4 de octubre de 1984     | Irlanda             | Dublín                | SFX                   |
| 5 de octubre de 1984     | Irlanda             | Dublín                | SFX                   |
| 6 de octubre de 1984     | Reino Unido         | Belfast               | Ulster Hall           |
| 8 de octubre de 1984     | Reino Unido         | Mánchester            | Apollo                |
| 9 de octubre de 1984     | Reino Unido         | Gloucester            | Leisure Centre        |
| 10 de octubre de 1984    | Reino Unido         | Cardiff               | Saint Davids Hall     |
| 12 de octubre de 1984    | Reino Unido         | Birmingham            | Odeón                 |
| 13 de octubre de 1984    | Reino Unido         | Birmingham            | Odeón                 |
| 14 de octubre de 1984    | Reino Unido         | Blackburn             | King Georges Hall     |
| 16 de octubre de 1984    | Reino Unido         | Glasgow               | Barrowlands           |
| 17 de octubre de 1984    | Reino Unido         | Aberdeen              | Capitol Theatre       |
| 18 de octubre de 1984    | Reino Unido         | Edimburgo             | Playhouse             |
| 19 de octubre de 1984    | Reino Unido         | Sheffield             | City Hall             |
| 20 de octubre de 1984    | Reino Unido         | Newcastle             | City Hall             |
| 22 de octubre de 1984    | Reino Unido         | Bristol               | Colston Hall          |
| 23 de octubre de 1984    | Reino Unido         | Brighton              | The Dome              |
| 24 de octubre de 1984    | Reino Unido         | Portsmouth            | Guildhall             |
| 27 de octubre de 1984    | Reino Unido         | Ipswich               | Gaumont               |
| 29 de octubre de 1984    | Reino Unido         | Leicester             | De Montford Hall      |
| 30 de octubre de 1984    | Reino Unido         | Southampton           | Gaumont               |
| 1 de noviembre de 1984   | Reino Unido         | Londres               | Hammersmith Odeon     |
| 2 de noviembre de 1984   | Reino Unido         | Londres               | Hammersmith Odeon     |
| 3 de noviembre de 1984   | Reino Unido         | Londres               | Hammersmith Odeon     |
| 4 de noviembre de 1984   | Reino Unido         | Londres               | Hammersmith Odeon     |
| 15 de noviembre de 1984  | Dinamarca           | Copenhague            | Falkoner Theatre      |
| 16 de noviembre de 1984  | Suecia              | Estocolmo             | Eriksdalshallen       |
| 17 de noviembre de 1984  | Suecia              | Lund                  | Olympen               |
| 20 de noviembre de 1984  | Alemania Occidental | Essen                 | Grugahalle            |
| 21 de noviembre de 1984  | Alemania Occidental | Ludwigshafen am Rhein | Friedrich-Ebert-Halle |
| 22 de noviembre de 1984  | Alemania Occidental | Siegen                | Siegerlandhalle       |
| 23 de noviembre de 1984  | Alemania Occidental | Friburgo              | Stadthalle            |
| 26 de noviembre de 1984  | Italia              | Florencia             | Teatro Tenda          |
| 27 de noviembre de 1984  | Italia              | Bolonia               | Teatro Tenda          |
| 28 de noviembre de 1984  | Italia              | Milán                 | Teatro Tenda          |
| 30 de noviembre de 1984  | Suiza               | Basilea               | St. Jacobs Sporthalle |
| 1 de diciembre de 1984   | Alemania Occidental | Múnich                | Deutsches Museum      |
| 3 de diciembre de 1984   | Alemania Occidental | Berlín                | Deutschlandhalle      |
| 4 de diciembre de 1984   | Alemania Occidental | Hannover              | Eilenriedehalle       |
| 5 de diciembre de 1984   | Alemania Occidental | Münster               | Münsterlandhalle      |
| 7 de diciembre de 1984   | Alemania Occidental | Oldemburgo            | Weser-Ems-Halle       |
| 8 de diciembre de 1984   | Alemania Occidental | Kiel                  | Ostseehalle           |
| 9 de diciembre de 1984   | Alemania Occidental | Hamburgo              | Alsterdorf Sporthalle |
| 11 de diciembre de 1984  | Alemania Occidental | Böblingen             | Sporthalle            |
| 12 de diciembre de 1984  | Alemania Occidental | Offenbach del Meno    | Stadthalle            |
| 13 de diciembre de 1984  | Alemania Occidental | Düsseldorf            | Philipshalle          |
| 14 de diciembre de 1984  | Alemania Occidental | Hamburgo              | Alsterdorf Sporthalle |
| 16 de diciembre de 1984  | Países Bajos        | Róterdam              | De Doelen             |
| 17 de diciembre de 1984  | Francia             | París                 | Bercy                 |
| 18 de diciembre de 1984  | Bélgica             | Deinze                | Zaal Brielpoort       |

### Segunda Manga: Norteamérica y Japón
| Fecha               | País           | Ciudad           | Lugar              |
| 14 de marzo de 1985 | Estados Unidos | Washington D. C. | Warner Theatre     |
| 15 de marzo de 1985 | Estados Unidos | Nueva York       | Beacon Theatre     |
| 16 de marzo de 1985 | Estados Unidos | Boston           | Orpheum Theatre    |
| 18 de marzo de 1985 | Canadá         | Montreal         | Le Spectrum        |
| 19 de marzo de 1985 | Canadá         | Toronto          | Massey Hall        |
| 20 de marzo de 1985 | Estados Unidos | Detroit          | Royal Oak Theatre  |
| 22 de marzo de 1985 | Estados Unidos | Chicago          | Aragon Ballroom    |
| 23 de marzo de 1985 | Estados Unidos | Rock Island      | Augustana College  |
| 24 de marzo de 1985 | Estados Unidos | Carbondale       | Shyrock Auditorium |
| 26 de marzo de 1985 | Estados Unidos | Houston          | Cullen Auditorium  |
| 27 de marzo de 1985 | Estados Unidos | Dallas           | Bronco Bowl        |
| 30 de marzo de 1985 | Estados Unidos | Los Ángeles      | Palladium          |
| 31 de marzo de 1985 | Estados Unidos | Laguna Hills     | Irvine Meadows     |
| 1 de abril de 1985  | Estados Unidos | San Diego        | Sports Arena       |
| 3 de abril de 1985  | Estados Unidos | Oakland          | Kaiser Auditorium  |
| 7 de abril de 1985  | Japón          | Tokio            | Koseinenkin Hall   |
| 8 de abril de 1985  | Japón          | Tokio            | Nakano Sun Plaza   |
| 9 de abril de 1985  | Japón          | Osaka            | Koseinenkin Hall   |
| 12 de abril de 1985 | Japón          | Tokio            | Nakano Sun Plaza   |

### Tercer Manga: Europa
| Fecha               | País    | Ciudad   | Lugar                |
| 6 de julio de 1985  | Bélgica | Torhout  | Torhout Festival     |
| 7 de julio de 1985  | Bélgica | Werchter | Werchter Festival    |
| 9 de julio de 1985  | Francia | Niza     | Theatre De Verdure   |
| 11 de julio de 1985 | Francia | Lyon     | Espace Tony Garnier  |
| 13 de julio de 1985 | Francia | Guéhenno | Rockscene Festival   |
| 23 de julio de 1985 | Hungría | Budapest | Volan Stadium        |
| 26 de julio de 1985 | Grecia  | Atenas   | Panathinaiko Stadium |
| 30 de julio de 1985 | Polonia | Varsovia | Torwar Hall          |

### Conciertos cancelados
Dos conciertos fueron incluidos en el programa, aunque al final no se celebraron
| Fecha                   | País         | Ciudad    |
| 18 de noviembre de 1984 | Noruega      | Oslo      |
| 15 de diciembre de 1984 | Países Bajos | Ámsterdam |